# Apostasy (banda)
Apostasy es una banda de black metal, originaria de Kramfors, Suecia.

## Biografía
Apostasy se formó en 2000 en Suecia, por Håkan Björklund y Mathias Edin. Más tarde reclutaron al hermano de Mathias, el nombre de la banda en ese momento era Marchosias tomado del demonio con el mismo nombre.[cita requerida]
En enero de 2002 el grupo grabó su primer demo llamado simplemente Demo 2002 en el estudio Underground en Västerås, Suecia. Las canciones de ese demo se usaron para demostración. Más tarde Andreas Edin (bajo) y Dennis Bobzien (teclados) se unieron a la banda tras la salida de Engström. Como sustituto de Lars, la banda reclutó a Henrik Johansson.
La banda de seis integrantes continuó evolucionando incluyendo teclados en sus canciones. En noviembre de 2002, la banda grabó otro demo con tres canciones, Infernal Majesty, Beneath The Lies of Prophecy y The Beauty of Death, que más tarde aparecieron en el primer álbum de larga duración del grupo. En 2003 la banda recibió una oferta del sello discográfico Black Mark Records. Después de grabar su primer álbum Cell 666, Andreas Edin dejó la banda y fue remplazado por Leif Högberg. Cuando terminó la grabación del álbum, el grupo cambió su nombre de «Marchosias» a «Apostasy».
En los siguientes años Håkan Björklund fue obligado a dejar el grupo y entonces Dennis Bobzien se hizo cargo de las percusiones y Leif Högberg de los teclados, y la banda contó con el exbajista de Divine Souls, ahora en Setherial, Daniel Lindgren. En 2004, Dennis Bobzien decidió dejar la banda, que posteriormente reclutó a Pedro Sandin para ocupar el puesto de las percusiones durante la grabación de Devilution; después las percusiones estuvieron a cargo de Richard Holmgren, que nunca llegó a ser un miembro permanente de la banda. Peter Sandin que no era miembro de la banda más allá de este punto. Finalmente Daniel Lindgren también dejó la banda para centrarse en Setherial y Johan Edlund se unió a la banda tocando el bajo.
En 2005, Apostasy lanzó su segundo álbum, Devilution. El 9 de marzo de 2006, el guitarrista Henrik Johanssen murió tras recibir una puñalada en el corazón de su novia.[cita requerida] La banda finalmente reclutó a Ludvig Johansson y Ekevärn David, y Johan Edlund dejando a la banda, se unió a Patrik en el bajo.
En 2009 se informó de que la banda estaba grabando su tercer álbum, que Frederic Edin dijo que sería «lo más brutal y técnico más que hemos hecho nunca».
La canción «Sulphur Injection» apareció en el juego Brütal Legend.

## Discografía
- Demo 2002 (Demo, 2002)
- MarchosiaS (Demo, 2002)
- Cell 666 (Black Mark Productions, 2004)
- Devilution (Black Mark, 2005)

## Miembros
Actuales
- Fredric Edin (voces)
- Mathias Edin (guitarra)
- Ludvig Johansson (guitarra)
- Leif Högberg (teclados)
- David Ekevärn (batería)
- Patrik Wall (bajo)

Anteriores
- Daniel Lindgren (bajo)
- Andreas Edin (bajo)
- Håkan Börklund (batería)
- Richard Holmgren (batería)
- Peter Sandin (batería)
- Dennis Bobzien (teclados)
- Lars Engström (guitarra)
- Henrik Johansson (guitarra)